# Wesley Strick
Wesley Strick (New York City, 11 febbraio 1954) è uno sceneggiatore, critico musicale e scrittore statunitense.
Ha frequentato il Vassar College dove si è diplomato, mentre si è laureato alla UC Berkeley, luogo in cui ha conosciuto il poeta Thom Gunn.
Principale sceneggiatore di film come Aracnofobia,  Cape Fear - Il promontorio della paura Analisi finale  e Doom, nel 1995 esordisce alla regia con il thriller Legame mortale.
Vincitore di un Saturn Awards per la sceneggiatura di Wolf - La belva è fuori e nominato ad un Razzie Awards per il soggetto di Analisi finale , nel 2006 scrive il suo primo libro, Out There in the Dark, pubblicato dalla St. Martin's Press.
Nel suo passato vi è una breve carriera da leader dei "The Commotion", una rock band di New York attiva durante gli anni ottanta e un'esperienza come critico musicale per le riviste Circus, Creem e Rolling Stone, e come delegato per l'organizzazione no-profit "Sundance Institute".

## Filmografia

### Sceneggiatore

#### Cinema
- Verdetto finale (True Believer), regia di Joseph Ruben (1989)

- Aracnofobia (Arachnophobia), regia di Frank Marshall (1990)
- Cape Fear - Il promontorio della paura (Cape Fear), regia di Martin Scorsese (1991)
- Analisi finale (Final Analysis), regia di Phil Joanou (1992)
- Batman - Il ritorno (Batman Returns), regia di Tim Burton (1992) - non accreditato
- Wolf - La belva è fuori (Wolf), regia di Mike Nichols (1994)
- Il Santo (The Saint), regia di Phillip Noyce (1997)
- Il tempo di decidere (Return to Paradise), regia di Joseph Ruben (1998)
- Prigione di vetro (The Glass House), regia di Daniel Sackheim (2001)
- Doom, regia di Andrzej Bartkowiak (2005)
- Love Is the Drug, regia di Elliott Lester (2006)
- Prigione di vetro 2 (Glass House: The Good Mother), regia di Steve Antin (2006)
- Nightmare (A Nightmare on Elm Street), regia di Samuel Bayer (2019)
- The Loft, regia di Erik Van Looy (2014)

#### Televisione
- Eddie Dodd – serie TV, 6 episodi (1991)
- Trouble Shooters: Trapped Beneath the Earth, regia di Bradford May – film TV (1993)
- L'uomo nell'alto castello (The Man in the High Castle) – serie TV, 7 episodi (2016-2019)
- Monsterland – serie TV, episodio 1x07 (2020)
- Carnival Row – serie TV, episodio 2x03 (2023)

### Regista
- Legame mortale (The Tie That Binds) (1995)
- Hitched - Senza via di scampo – film TV (2001)